# Apanteles nephus
Apanteles nephus är en stekelart som beskrevs av Papp 1974. Apanteles nephus ingår i släktet Apanteles och familjen bracksteklar. Inga underarter finns listade i Catalogue of Life.